# Tjeldøya
Die Tjeldøya (nordsamisch Dielddasuolu) ist eine Insel in der norwegischen Kommune Tjeldsund in der Provinz (Fylke) Troms. Die Insel liegt am Ausgang des Ofotfjords im Europäischen Nordmeer. Auf der Tjeldøya leben 192 Personen (Stand: 2016).

## Lage
Die Tjeldøya liegt im Südwesten der Kommune Tjeldsund an der Grenze zum Fylke Nordland. Im Westen und Norden trennt die Meerenge Tjeldsundet die Tjeldøya von der Hinnøya. Vom östlich gelegenen Festland ist die Insel durch die schmale und flache Meerenge Ramsundet getrennt. Im Süden der Insel befindet sich der Ofjotfjord. Die gebirgige Insel erreicht im Trollfjellet eine Höhe von 1010 moh. Mit einer Fläche von rund 187,9 km² ist die Tjeldøya die 21.-größte Insel des norwegischen Hauptlandes.
An der Nordostküste befindet sich die Ortschaft Hol. In Hol befindet sich die Tjeldsund kirke, eine Holzkirche aus dem Jahr 1863.

## Verkehr
Entlang der Küste der Tjeldøya verläuft der Fylkesvei 7548. Im Osten der Insel führt eine Brücke über den Ramsundet auf das Festland. Dort stellt der Fylkesvei 8240 die Anbindung zur weiter östlich verlaufenden Europastraße 10 (E10) her.